# (204) Каллисто
(204) Каллисто (греч. Καλλιστώ) — астероид из группы главного пояса, принадлежащий к светлым астероидам спектрального класса S. Он был обнаружен 8 октября 1879 года австрийским астрономом Иоганном Пализой в обсерватории города Пула и назван в честь нимфы Каллисто из греческой мифологии, также как и спутник Юпитера Каллисто.

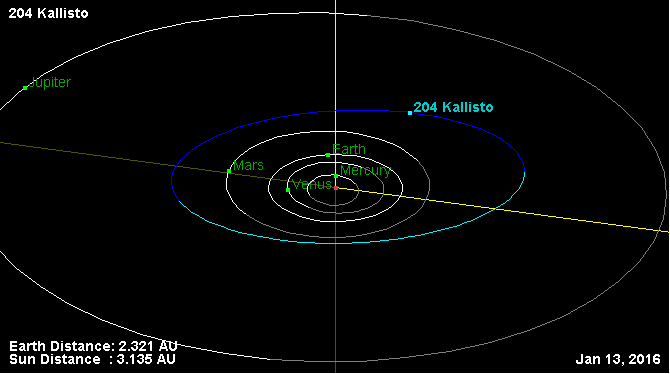
Орбита астероида Каллисто и его положение в Солнечной системе